# Rand Paul
Randal Howard Paul (n. 7 ianuarie 1963, Pittsburgh, Pennsylvania, SUA) este un medic și politician american care activează ca senator junior din Kentucky din 2011. Acesta este fiul lui Ron Paul, membru al Camerei Reprezentanților timp de 12 mandate și fost candidat la alegerile prezidențiale.
Născut în Pittsburgh, Pennsylvania, Paul a studiat în cadrul Universității Baylor⁠(d) și este absolvent al Școlii de Medicină a Universității Duke⁠(d). Paul a lucrat ca medic oftalmolog începând din 1993 în Bowling Green, Kentucky⁠(d). În 2003, s-a retras din Consiliul American de Oftalmologie⁠(d) și a devenit licențiat în cadrul Consiliului Național de Oftalmologie. A continuat să lucreze și și-a înființat propria clinică în decembrie 2007. În 2010, acesta a intrat în politică în timpul alegerilor electorale din Kentucky⁠(d). Activ în cadrul Partidului Republican, Paul s-a descris drept un conservator constituțional și susținător al mișcării Tea Party.
Paul a candidat⁠(d) pentru nominalizarea republicană la alegerile prezidențiale din SUA din 2016. Și-a suspendat campania în februarie 2016 după ce a terminat pe locul cinci în întâlnirilor de partid din Iowa⁠(d). Deși s-a opus candidaturii lui Donald Trump în timpul alegerilor primare republicane din 2016⁠(d), acesta l-a susținut după nominalizare și a devenit unul dintre cei mai importanți susținători ai săi din Senat în timpul președinției sale⁠(d) și după plecare sa de la Casa Albă.

## Biografie
Randal Howard Paul s-a născut pe 7 ianuarie 1963 în Pittsburgh, Pennsylvania, fiul cuplului Carol (născută Wells) și Ron Paul. Tatăl său a fost membru al Camerei Reprezentanților din partea statului Texas și a candidat la alegerile prezidențiale din Statele Unite de trei ori. Acesta are patru frați: Ronald „Ronnie” Paul Jr., Lori Paul Pyeatt, Robert Paul și Joy Paul-LeBlanc.
Pavel a fost botezat în Biserica Episcopală și în adolescență era creștin practicant. În ciuda convingerilor libertariane⁠(d) ale tatălui său, romancierul Ayn Rand nu a reprezentat sursa prenumelui său.
Familia Paul s-a mutat în Lake Jackson, Texas⁠(d) în 1968 unde a copilărit și unde tatăl său și-a început practica medicală, iar pentru o perioadă a fost singurul obstetrician din comitatul Brazoria.
Când Rand avea 13 ani, tatăl său a fost ales în Camera Reprezentanților Statelor Unite. În același an, Paul a participat la Congresul Național Republican⁠(d) din 1976 unde tatăl său a condus delegația lui Ronald Reagan din Texas. În perioada adolescenței, Paul a studiat economiștii austrieci pe care tatăl său i-a admirat, precum și scrierile filozofului Ayn Rand. A urmat cursurile liceului Brazoswood⁠(d) unde a practicat înotul și fotbalul.
Paul a studiat în cadrul Universității Baylor⁠(d) din toamna anului 1981 până în vara anului 1984 și a fost înscris în programul de onoare⁠(d). În timpul petrecut la Baylor, acesta a fost membru al organizației studențești Tinerii Conservatori din Texas⁠(d) și al unei organizații secrete - NoZe Brotherhood⁠(d) - cunoscută pentru umorul său ireverențios. A redactat articole pentru ziarul studențesc The Baylor Lariat⁠(d). Paul a renunțat la universitate fără să obțină licența după ce a fost acceptat la Facultatea de Medicină a Universității Duke⁠(d). Acesta a încheiat studiile în 1988 și rezidențiatul în 1993.

## Convingeri politice
Un susținător al mișcării Tea Party, Paul s-a caracterizat drept un „conservator constituțional”. Acesta este descris de obicei ca fiind un libertarian⁠(d), un termen pe care l-a acceptat și respins concomitent în timpul primei sale campanii din Senat. Paul susține limitarea numărului de mandate pentru politicieni⁠(d), regular de aur a echilibrului bugetar⁠(d) și legea Read The Bills⁠(d); mai mult, militează pentru reducerea cheltuielilor federale și a impozitelor. Acesta susține o cotă unica de impozitare⁠(d) de 14.5% pentru persoanele fizice și juridice, respectiv eliminarea impozitele pe salariu FICA⁠(d) și a impozitelor pe moștenire, cadouri, plusvaloare⁠(d), dividende și dobânzi. Paul a apărut de nenumărate ori pe Infowars alături de prezentatorul radio Alex Jones. Ideologic vorbind, Uniunea Conservatoare Americană⁠(d) i-a acordat acestuia un rating de 96%, iar Conservative Review⁠(d) unul de 92%. Începând de la alegerile primare din 2016 când critica poziția lui Trump, acesta „a devenit unul dintre cei mai apropiați aliați ai președintelui în ciuda voturile date împotriva candidaților și legislației propuse de Trump”.

### Avort
Paul se descrie ca fiind „100% pro-viață⁠(d)” deoarece consideră că statutul de persoană umană⁠(d) începe odată cu fertilizarea. În 2009, acesta a susținut interzicerea avortului în toate cazurile. Începând din 2010, Paul declară că în cazul unor situații precum sarcinile ectopice doctorul are putere discreționară. În 2011, acesta a semnat legea care interzice finanțarea din banii contribuabililor a avorturilor⁠(d), exceptând cazurile de viol, incest sau în care viața mamei este pusă în pericol.

### Imigrație
În 2017, după decizia președintelui Trump de a abroga ordinul DACA⁠(d) al administrației Obama, Paul și-a prezentat propria soluție la problema imigrației ilegale care cuprinde naturalizarea beneficiarilor DACA pe o perioadă de cinci ani ca parte a cotei anuale de imigranți și a susținut adoptarea unui proces de obținere a cetățeniei pentru acești imigranți. Paul nu susține cheltuirea unor sume mari de bani pentru asigurarea graniței și declară că simpatizează cu majoritatea imigranților, indiferent de statutul lor, în special cu beneficiarii DACA.
Paul a fost unul dintre cei 11 republicani care în 2019 au votat împotriva propunerii lui Trump de finanțare urgentă a securității frontierei.

### LGTBQ+
Paul a declarat despre căsătoria între persoane de același sex că este „insultătoare la adresa sa și a altor persoane” și există o „criză morală care le permite oamenilor să creadă că ar exista și alte tipuri de căsătorii”. Înainte de decizia Curții Supreme din 2015 în cazul Obergefell v. Hodges⁠(d) prin care erau legalizate căsătoriile între persoane de același sex în întreaga țară, Paul era convins că decizia de a interzice o astfel de căsătorie ar trebui să aparțină statelor⁠(d). După această decizie, Paul declara în 2015: „Deși nu sunt de acord cu redefinirea căsătoriei de către Curtea Supremă, cred că toți americanii au libertatea de a contracta. Constituția nu abordează problema căsătoriei deoarece căsătoria a fost întotdeauna o problema locală. Părinții noștri fondatori s-au căsătorit în tribunalul local, nu în Washington, D.C. Am afirmat deseori că nu doresc ca armele mele sau căsătoria mea să fie înregistrate la Washington”.
În timpul audierii de confirmare a lui Rachel Levine în funcția de secretar adjunct al Departamentului de Sănătate și Servicii Umane sub președintele Biden, Paul a comparat în fața Comisiei Senatului SUA pentru Sănătate, Educație, Muncă și Pensii⁠(d) medicina transgender cu „mutilarea genitală” și a acuzat-o că sprijină „distrugerea chirurgicală a organelor genitale ale unui minor”. Acesta a fost mustrat de președintele comisiei Patty Murray⁠(d), dar și de numeroși democrați din Camera Reprezentanților și Senat care urmau să voteze legea Egalității⁠(d) în aceeași zi.

### Legalizarea canabisului
În ceea ce privește legalizarea consumul de canabis⁠(d), Paul susține că decizia legalizării trebuie să aparțină statelor și că „ar trebui să puteți face aproape tot ce doriți atâta timp cât nu răniți pe cineva”. În cazul utilizării sale în scopuri medicale⁠(d), acesta a declarat că susține procesul de legalizare în Kentucky și a propus legea CARERS⁠(d) în 2015 cu scopul de a legaliza canabisul medicinal la nivel federal. De asemenea, a sprijinit legislația privind canabisul din diverse state, a propus amendamentul Hinchey-Rohrabacher⁠(d) în 2014, a sponsorizat⁠(d) legea STATES⁠(d) în 2018 și a propus alte amendamente. Paul a propus o lege în 2015 care le permite băncilor să asigure servicii companiilor care comercializează canabis.
În ceea ce privește cultivarea cânepi⁠(d) la scară industrială, Paul a susținut procesul de legalizare în Kentucky și la nivel federal prin propunerea legii privind creșterea cânepei în 2013. În 2020, a propus o lege în baza căreia se crește limita de THC din cânepă de la 0.3% la 1%.

### Supravegherea în masă
Acesta critică supravegherii fără mandat a americanilor și declară că „al patrulea amendament este la fel de important ca al doilea amendament”. De asemenea, le-a cerut conservatorilor să depună mai mult efort în apărarea drepturilor asigurate de cel de-al patrulea amendament.  În 2015, Paul a susținut un discurs de 10 ore și jumătate în Senat împotriva restabilirii prevederilor Legii Patriot pe care le-a caracterizat drept neconstituționale. Paul l-a descris pe Edward Snowden ca fiind un „avertizor de integritate” și i-a cerut directorului Serviciilor de Informații Naționale⁠(d) James Clapper să demisioneze deoarece „a mințit” în legătură cu programul expus de Snowden care colectează date de pe telefoane. Acesta a intentat un proces împotriva administrației Obama cu scopul de a anula programul care încalcă dreptul la viață privată a milioane de americani. Paul a susținut un discurs în cadrul Universității din California, Berkeley în 2014 intitulat „The N.S.A. vs. Viața ta privată".

### Schimbările climatice
Paul nu a acceptat în mod absolut poziția comunității științifice cu privire la schimbările climatice⁠(d) care susține că încălzirea globală este reală, progresează și este cauzată cu precădere de oameni. Paul a declarat că emisiile sunt supuse unor „reglementări împovărătoare”. În 2018, Paul a solicitat o investigație a unei burse a Fundației Naționale de Științe din Statele Unite care viza educarea meteorologilor cu privire la știința schimbărilor climatice. Acesta a declarat că bursa „nu este dedicată științei” , ci „propagandei”.